# 追憶のために
『追憶のために』（ラテン語: In Memoriam） 作品59は、ジャン・シベリウスが作曲した管弦楽のための葬送行進曲。オイゲン・シャウマンの記憶のために書かれた。シベリウスは1909年に初稿を書き上げたのち、1910年に最終稿を完成させている。1910年10月8日にオスロでの初演は彼自身が指揮を行った。作曲者自身の葬儀においても本作が演奏されている。

## 概要

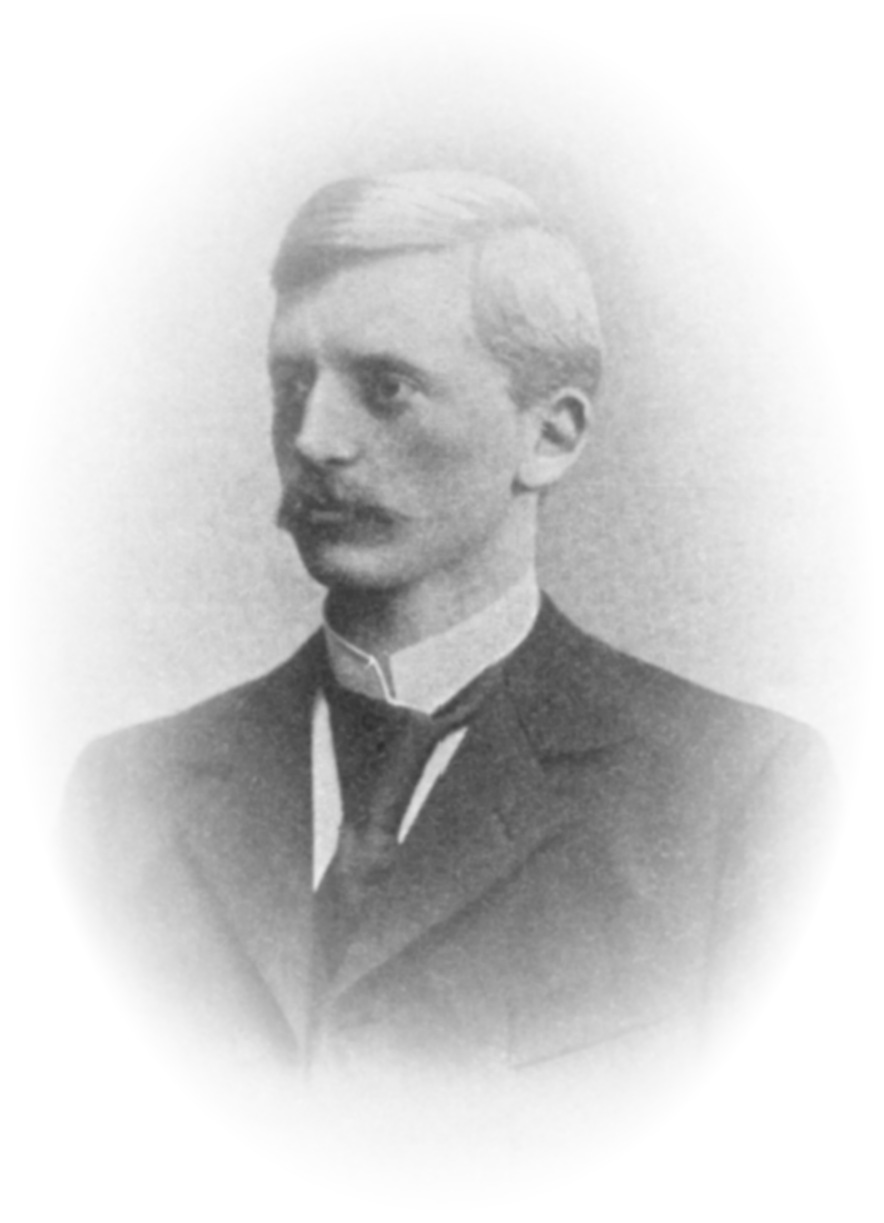
本作創作のきっかけとなったオイゲン・シャウマン。

この作品は1904年にフィンランド総督ニコライ・ボブリコフを銃撃し、その後自決したオイゲン・シャウマンを記念して作曲された 。1905年の元日に、彼はオイゲン・シャウマンの記憶のためにレクイエムを書こうと思い立ち、すでに作業に取り掛かっていると述べている。「題材に相応しいものになるよう願うよ！結局のところ、これは我々が彼のために建ててやれる唯一の記念碑となるのだから！」
喉の手術で死について考えさせられた後の1909年になり、シベリウスは本作の構想を再び取り上げた。エーリク・タヴァッシェルナは本作をシベリウスが自分自身のために作曲したものでもあると考えている。1909年に書いた初稿は同年12月14日に完成した。彼がモデルとしたのはベートーヴェンの交響曲第3番やワーグナーの『神々の黄昏』の葬送行進曲であった。ソナタ形式によるこの作品はヴァイオリンとヴィオラで開始され、主要主題が「遠くから葬列が近づいてくるかのように」展開していく。作品は出版社のブライトコプフ・ウント・ヘルテルへと送付された。
校正譜に目を通したシベリウスは、特に楽器法について満足できなかった。彼は改訂に着手して1910年3月に作品を完成させる。同年10月8日、ノルウェーのクリスチャニア（現オスロ）で音楽協会による演奏では作曲者自身が指揮台に上った。
本作は1957年のシベリウス自身の葬儀で演奏された。